# Нахтигаль
Специальное подразделение (батальон) «На́хтигаль» (нем. Nachtigall «соловей»), также известное как группа «Север» в составе Дружин украинских националистов — одно из двух вооружённых подразделений, сформированных преимущественно из членов и сторонников ОУН(б) и обученных абвером для действий на территории Украинской ССР в составе диверсионного подразделения «Бранденбург 800» (нем.  Lehrregiment „Brandenburg“ z.b.V. 800) в ходе операции «Барбаросса».
Согласно планам руководства ОУН(б), дружинам украинских националистов предстояло стать основой будущей армии самостоятельного украинского государства, союзной вооружённым силам нацистской Германии. Создание украинского националистического формирования было санкционировано 25 февраля 1941 года руководителем абвера Вильгельмом Канарисом. Диверсионные группы из состава «Нахтигаля» были переброшены на территорию УССР до начала операции «Барбаросса», тогда как основной состав батальона перешёл границу СССР 22 июня 1941 года и в течение лета действовал совместно с немецкими войсками на направлении Перемышль — Львов — Тернополь — Проскуров — Жмеринка — Винница, в основном осуществляя охранные функции — охрану мостов, железных дорог, промышленных предприятий, водохранилищ. В октябре 1941 года «Нахтигаль» и «Роланд» были передислоцированы во Франкфурт-на-Одере, прошли переобучение для использования в качестве частей охранной полиции, после чего в конце того же года были переформированы в 201-й батальон охранной полиции. (201-й батальон шуцманшафта (нем. Schutzmannschaft Bataillon 201; «Украинский легион») — немецкое подразделение подчинения СС, основу которых составляли преимущественно сторонники и члены ОУН(б).

## История создания
Создание дружин украинских националистов (ДУН) стало результатом реализации планов руководства ОУН(б) по подготовке собственных военных кадров. Договорённость о создании украинского вооружённого формирования в составе немецкой армии (при политическом руководстве со стороны ОУН(б)) была достигнута на переговорах руководства ОУН с представителями верховного командования немецкой армии (В. Канарисом и В. фон Браухичем) в феврале 1941 года.

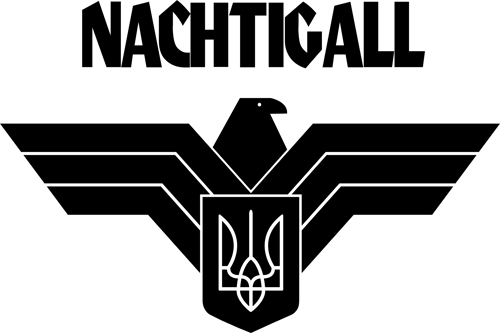
Символика батальона

Подбором личного состава из добровольцев (польских военнопленных-украинцев) и мобилизованных членов ОУН занимался специально созданный мобилизационный отдел Провода ОУН(б). Будущих курсантов разделили на две части, которые в украинских документах фигурируют как группы «Север» и «Юг» ДУН, а в документах абвера получили кодовые названия «Специальный отдел Нахтигаль» и «Организация Роланд». Официальная задача, которую немецкое военное командование поставило перед подразделениями, состояла в «обеспечении безопасности передвижения немецких частей по Украине, разоружении остатков Красной армии, охране эшелонов с пленными и боеприпасами».
Комплектование будущего батальона «Нахтигаль» проводилось в Кракове в марте-апреле 1941 года. После прохождения здесь начальной военной подготовки часть кандидатов была сразу же отправлена в Бранденбург, где им предстояло пройти обучение диверсионному делу. Остальные в начале апреля 1941 г. были распределены по лагерям на юге Генерал-губернаторства в лемковских местечках (Крыница, Дукля, Барвинек, Команьча, Закопане). В Крынице обучалась самая многочисленная группа из ста человек. Среди них возник самодеятельный хор «Соловейко», название которого в переводе на немецкий («Нахтигаль») впоследствии было перенесено на весь будущий батальон.
После прохождения курса огневой подготовки и идеологической обработки курсантов перебросили на учебный полигон «Нойхаммер» (Силезия) для обучения действиям в составе батальона, а также совместно с 1-м батальоном полка «Бранденбург-800», в оперативном подчинении которого ему предстояло действовать на территории СССР.
Личный состав был экипирован в стандартную форму вермахта (после вступления во Львов к погонам прикрепили ленточки жёлто-синего цвета).

## Командный состав
Майор Фридрих Вильгельм Гейнц (нем. Friedrich Wilhelm Heinz) осуществлял общее руководство как командир 1-го батальона полка «Бранденбург-800», которому «Нахтигаль» перешёл в оперативное подчинение. Обер-лейтенант Ганс-Альбрехт Герцнер (нем.  Hans Albrecht Herzner) непосредственно командовал личным составом, а руководство со стороны ОУН(б) осуществлял Роман Шухевич (в источниках ОУН его должность указывается как «политический воспитатель» (укр. політвиховник)). Обер-лейтенант Теодор Оберлендер исполнял функции офицера по связи с абвером. Командный состав был в основном немецким, за исключением некоторых командиров взводов и отделений.

## Операция «Барбаросса»
Окончившие обучение к концу мая 1941 года диверсионные группы из состава «Украинского легиона» к середине июня были переброшены на советскую территорию. Перед ними ставились задачи по минированию военных объектов, осуществлению диверсий на транспорте, повреждению средств и линий связи. Основной состав батальона, находившийся в подчинении 1-го батальона полка «Бранденбург-800», был выдвинут к границе в район Перемышля к 21 июня. Ему предстояло осуществлять функции передового охранения 1-й горнопехотной дивизии 24-го армейского корпуса 6-й полевой армии Группы армий «Юг».
22 июня в 3 часа утра 1-й батальон полка «Бранденбург-800» и «Нахтигаль» перешли границу на р. Сан. В боях по овладению приграничным укрепрайоном «Нахтигаль» не участвовал, однако его колонна попала под сильный артобстрел. После прорыва советской обороны 24 июня батальоны форсированным маршем, не встречая сопротивления, направились через Яворов — Янов к Львову. 26 июня Красная армия покинула город, который остались прикрывать лишь милиция и подразделения НКВД, однако немецкое командование предпочло не форсировать события. Тем временем прибывшие из города связные сообщили о том, что в львовских тюрьмах идут массовые расстрелы заключённых. Это сообщение вызвало обеспокоенность у личного состава батальона, и в особенности у Романа Шухевича, который сразу потребовал от командования ускорить наступление, так как во львовской тюрьме Бригидки был заключён его брат Юрий.
На основании полученной информации командир батальона самостоятельно принял решение занять город ночью с 29 на 30 июня 1941 года, не дожидаясь подхода основных сил немецкой армии.

## Участие в львовских событиях в июне-июле 1941 года
Дату вступления боевой группы во Львов командир 1-го батальона Гейнц указывает как «ночь 29 июня» — в то время как в различных публикациях послевоенного ОУН датой вступления указывается 30 июня. Как бы то ни было, батальон «Нахтигаль» и 1-й батальон полка «Бранденбург» вошли во Львов, опередив части вермахта.
Они сразу направились к Бригидской тюрьме, однако спасти брата Роману Шухевичу не удалось, так как к тому времени он вместе с другими узниками уже был расстрелян сотрудниками НКВД. Позже батальон взял под охрану ключевые точки — электростанцию, вокзал, радиостанцию, водонапорные башни и другие объекты. 30 июня во Львов прибыла передовая походная группа ОУН(б) во главе с Я. Стецько, которая провозгласила создание «Украинского Государства, союзного Великой Германии, во главе с вождём С.Бандерой». Текст «Акта Провозглашения Украинского государства» был дважды зачитан в радиоэфире.
События, произошедшие между вступлением «Нахтигаля» во Львов и передислокацией его в Тернополь 7−9 июля, в различных источниках описываются по-разному. По информации одних источников (которая совпадает с позицией ОУН), с 1 июля бойцы «Нахтигаля» получили увольнительные на неделю и занимались личными делами, в то время как XXIV Армейский корпус продолжал продвигаться с боями на восток.

### Послевоенная оценка событий
В ряде работ, прежде всего польских историков, указывается на участие военнослужащих «Нахтигаля» в уничтожении польской интеллигенции Львова. Официальные[какие?] украинские историки отрицают факт участия батальона в этих событиях.
Немецкий историк Дитер Поль считает, что члены батальона «Нахтигаль» принимали участие в расправе над евреями в тюрьме Бригидки. По данным историка Джона-Пола Химки, основными виновниками еврейского погрома во Львове была всё же милиция ОУН, а из «Нахтигаля» могли участвовать, разве что, отдельные солдаты.
В уголовных делах на задержанных военнослужащих «Нахтигаля», занимавших позже командные должности в УПА, следствие по которым проходило в 1944−1946 годах, нет упоминаний про участие батальона «Нахтигаль» в военных преступлениях
Международный трибунал в Нюрнберге во время заседания 15 февраля 1946 года, основываясь на докладе советской Чрезвычайной комиссии по расследованию немецких преступлений во Львове и районе Львова, установил, что убийства во Львове совершали специальные команды гестапо и СД. В материалах Нюрнбергского процесса нет упоминаний об участии батальона «Нахтигаль» в военных преступлениях. В ходе процесса в деле не фигурировал ни батальон «Нахтигаль», ни его командир — обер-лейтенант связи Т. Оберлендер.
Первые расследования массовых убийств во Львове были проведены в 1945 году, и тогда же их результаты были опубликованы в Киеве в специальном издании «о преступлениях немцев на территории Львовской области. Сообщение Чрезвычайной государственной комиссии по установлению и расследованию злодеяний немецко-фашистских захватчиков». В упомянутой брошюре организаторами и исполнителями преступлений названы:

«Генерал-губернатор Польши Франк, генерал-майор полиции Ляш, губернатор Галичины Вехтер, начальник полиции Кацман, гауптштурмфюрер Гебауер, гауптштурмфюрер СС Варцок, оберштурмфюрер СС Вильгауз, лейтенант СС Шейнбах, обер-лейтенант СС Силлери, штурмфюрер СС Райс, штурмфюрер Веске, Оберштурмфюрер СС Рокита, Урман, Шульц, обер-лейтенант СС Векне, шарфюрер СС Колинко, шарфюрер СС Гейне, унтерштурмбанфюрер Гайниш, гауптштурмбанфюрер СС Гжимик, шеф зондеркоманды № 1005 Шерляк, гауптштурмбанфюрер Раух, шарфюрер СД элитки, шарфюрер СД Прайс, руководитель „бригады смерти“ Эйфель, шарфюреры СД Райс и Майер, обервахместры СД Клик и Вольф, капитан Блют, майор Сидорен, майор Рох, оберфельдфебели Миллер и Пер, комиссары по делам евреев Энгель, Зейс, Укварт, Леонард, шарфюреры СС Эрих, Хан, Блюм, Верет, Биттерман и др.».
Результаты деятельности этой комиссии проверялись и были подтверждены Международным трибуналом в Нюрнберге на заседаниях 15 февраля и 30 августа 1946 г. В частности, главный обвинитель с советской стороны, генеральный прокурор Р. Руденко, выступая на процессе, заявил:

«Отряды гестаповцев ещё до захвата Львова имели составленные по приказу немецкого правительства списки самых выдающихся представителей интеллигенции, предназначенных к уничтожению. Сразу после захвата Львова начались массовые аресты и расстрелы».
В этом же выступлении отмечалось: 

«Убийства советских граждан совершались не случайными бандитскими группами немецких офицеров и солдат, а в соответствии с утверждёнными планами немецкими военными соединениями, полицией и СС».
Другой советский прокурор, Л. Смирнов обратил внимание на то, что немцы убивали людей по спискам, подготовленным заранее.
Однако, в 1959 году Комитет государственной безопасности СССР обвинил Т. Оберлендера в том, что в 1941 году он находился в составе «немецко-украинского буржуазно-националистического» батальона «Нахтигаль», а сам батальон участвовал в убийствах поляков и евреев во время войны — в том числе во Львове. На тот момент Оберлендер являлся министром министерства по делам перемещённых лиц ФРГ в правительстве Конрада Аденауэра.

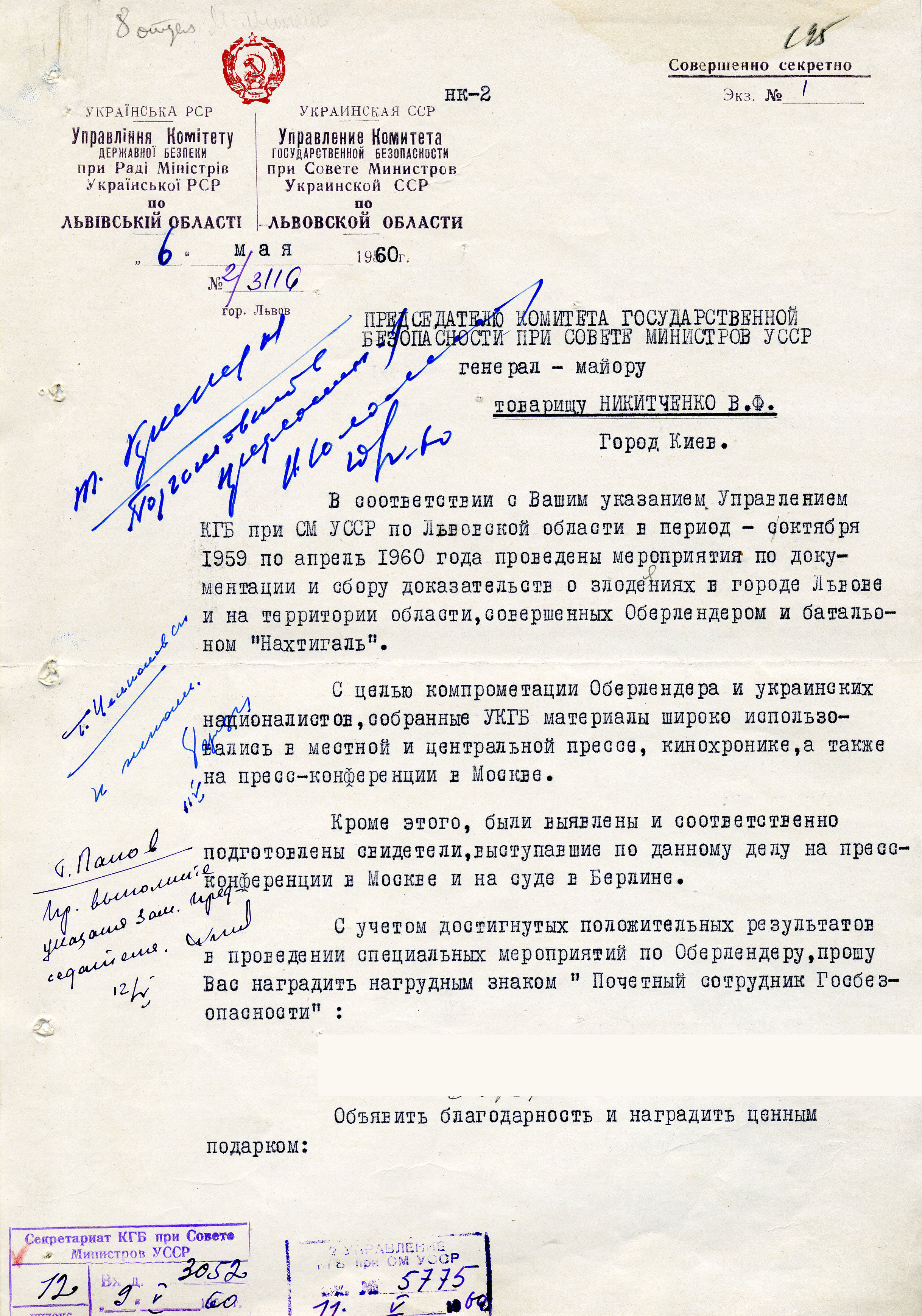
Документ КГБ о компрометации Оберлендера и батальона «Нахтигаль»

Заочный суд, состоявшийся в ГДР, осудил Оберлендера как виновного в расстреле польской интеллигенции Львова, а также в убийствах нескольких тысяч львовских евреев (см. Холокост во Львове). Параллельный судебный процесс, состоявшийся в ФРГ, Оберлендера оправдал и реабилитировал.
Согласно выводам правительственной комиссии по изучению деятельности ОУН и УПА, созданной в 1997 году по распоряжению президента Украины Леонида Кучмы, убийства были делом рук СД и националистически настроенной неорганизованной толпы.
На пресс-конференции в Берлине 22 октября 1959 года, учёный и общественный деятель из ГДР Альберт Норден обвинил Теодора Оберлендера в том, что подчинённый ему «Нахтигаль», полк «Бранденбург 800», фельджандармы и подразделения Краевой экзекутивы ОУН(б) уничтожили с 1 по 6 июля 1941 года около трёх тысяч советских активистов, а также львовян польской и еврейской национальностей. Историк, уроженец Западной Украины Виталий Масловский, приводит в своей книге слова, сказанные Норденом.
В 2008 году Служба безопасности Украины (СБУ) заявила о наличии у неё документов, свидетельствующих о непричастности Организации украинских националистов к уничтожению еврейского населения во Львове в 1941 году. Однако, подлинность этих документов поставлена под сомнение канадским историком Джоном-Полом Химкой, отметившим вероятность того, что данные документы были написаны оуновцами после октября 1943 года с целью переложить всю ответственность за погромы на немцев и показать непричастность к ним ОУН и украинцев.
По данным израильского центра изучения Холокоста «Яд-Вашем», в архивах центра сохранилась подборка документов, полученных из немецких и советских источников, которые указывают на причастность батальона «Нахтигаль» под командованием будущего главнокомандующего УПА Романа Шухевича к карательным операциям против гражданского населения Львова летом 1941 года. Ту же точку зрения поддерживают и некоторые польские историки. После посещения украинской делегацией Израиля с целью проверки этих сведений, представитель СБУ, кандидат исторических наук Владимир Вятрович заявил, что в архивах мемориального комплекса нет никаких документов, которые бы подтверждали причастность Романа Шухевича и батальона «Нахтигаль» к убийствам евреев на Украине в годы Второй мировой войны, также отметив, что Йосеф Лапид, который ранее сообщал о существовании упомянутых материалов, не является сотрудником архива комплекса.
19 марта 2008 на сайте мемориального комплекса «Яд ва-Шем» был опубликован пресс-релиз с опровержением вышеуказанного заявления. В интервью, которое дали представители «Яд ва-Шем», было сказано следующее: «Заявление Владимира Вятровича, выпущенное позавчера, грешит против правды». В продолжении интервью сказано, что руководитель иерусалимского мемориального комплекса «Яд ва-Шем» Йосеф (Томи) Лапид в своём заявлении опирался на научное исследование, указывающее на глубокую и интенсивную связь между батальоном «Нахтигаль» во главе с Романом Шухевичем и немецкими властями, и также связывающее батальон «Нахтигаль» под командованием Шухевича и погром во Львове в июле 1941, унёсший жизни приблизительно 4000 евреев. Лапид также опирался на документы, имеющиеся в архиве, касающиеся батальона «Нахтигаль» и Романа Шухевича. Экземпляры этих документов были переданы украинской делегации.
Историк Б.Соколов, ссылаясь на результаты слушания в конгрессе США в 1954 году, утверждает, что «Нахтигаль» был выведен из города, чтобы избежать эксцессов в связи с разногласиями по поводу будущего Украины, возникшими у руководства ОУН(б) с немецким командованием, и, соответственно, «Нахтигаль» не имел отношения к начавшемуся позднее уничтожению евреев и польской интеллигенции Львова.

## Дальнейшая история подразделения
7 июля «Нахтигаль» начал передислокацию из Львова в Тернополь — отбыла первая рота, а 8 и 9 июля покинули город и две оставшиеся. 9 июля основная часть батальона вошла в Тернополь. 13 июля батальон пересёк старую советско-польскую границу и 14 июля достиг Проскурова. Далее через Жмеринку они к 16 июля достигли Винницы.
Один из украинских членов «Нахтигаля» Виктор Харкив в своей автобиографии, написанной для СБ ОУН(б), указывает события, сопровождавшие прохождение отряда по территории УССР:

Во время нашего марша мы видели следы жидо-большевистского террора, это так укрепило нашу ненависть к жидам, что в двух сёлах мы расстреляли всех встретившихся нам жидов.
Аналогичные события имели место и в нескольких сёлах Винницкой области.
Во время двухнедельного отдыха в местечке Юзвин военнослужащие батальона вместе с походными группами ОУН проводили активную националистическую пропаганду и организовали местную администрацию. Там же они узнали, что Гитлер своим декретом присоединил Галичину к Генерал-губернаторству, а также про аресты лидеров ОУН(б). В сложившейся ситуации Роман Шухевич направил в адрес верховного командования вермахта письмо в котором указал, что в «результате ареста нашего правительства и лидера легион не может больше пребывать под командованием немецкой армии»
13 августа 1941 года «Нахтигаль» получил приказ передислоцироваться в Жмеринку, где на железнодорожном вокзале солдат разоружили (оружие вернули в конце сентября), оставив при этом личное оружие офицерам. После этого под охраной немецкой жандармерии их перевезли в Краков, а затем в Нойхаммер (современный Свентошув в Польше), куда батальон прибыл 27 августа.
В то же время, согласно сведениям из протокола допроса (от 23 декабря 1948 г.) переводчика Якова Кравчука, в начале сентября 1941 года в расположении «Зондеркоммады» фельдпост 11333 в Житомире Роман Шухевич ведёт переговоры c её начальником капитаном Фербеком о засылке «Нахтигаля» в тыл советских войск. В конце сентября эти переговоры продолжаются в Киеве, но немцы не соглашаются с подобным предложением.
В октябре 1941 года батальоны «Нахтигаль» и «Роланд» были переведены во Франкфурт-на-Одере. 21 октября украинский личный состав «Нахтигаля» был объединён с личным составом батальона «Роланд» и направлен на переобучение для использования в качестве части охранной полиции. Военнослужащим этого объединённого подразделения было предложено заключить годичный контракт на службу в охранной полиции. Только 15 человек отказались от подписания контракта, после чего были отправлены в трудовые лагеря. Подписавшие контракты составили 201-й батальон охранной полиции (шуцманшафта) и вели антипартизанские действия на территории Белоруссии.
1 декабря 1942 года истёк срок годичного контракта военнослужащих батальона, однако никто из них не согласился подписать новый контракт. Батальон был расформирован, а бывших солдат и офицеров начали группами перебрасывать во Львов, где они были уволены со службы.

## Послевоенная мемориализация
В украинском селе Райлив Стрыйского района Львовской области в 2011 году по решению депутатов Нежухивского сельсовета, которому административно подчинено село Райлив, улица Мира была переименована в улицу Воинов батальона «Нахтигаль».

## Известные бойцы и командиры
- Роман Шухевич — заместитель командира;
- Василий Сидор — командир роты;
- Александр Луцкий — командир взвода;
- Юрий Лопатинский — начальник медслужбы;
- Юлиан Ковальский — командир взвода;
- Василий Брылевский — командир взвода;
- Емельян Полевой — командир взвода;
- Пётр Гудзоватый;
- Дмитрий Пелип — десятник;
- Остап Линда — командир роты;
- Иван Гриньох — капеллан;

## Комментарии
1. ↑  Наряду с подразделением Роланд, также известным как группа «Юг» Дружин украинских националистов.
2. ↑  См. Heinz M. — подпись к фото «I. Bataillon/Lehrregiment „Brandenburg“ z.b.V. 800, mit unterstelltem Bataillon „Nachtigall“, unter seinem Kommandeur, Major HEINZ, im Rahmen der Heeresgruppe Süd, 6. Armee, XXXXIV. Armeekorps, unterstellt der 1. Gebirgsdivision, im Kommando- und Kampfeinsatz» (нем.)
3. ↑  «This document is fishy. I would not be surprised if this document was written or rewritten after October 1943, at which time OUN ordered the compilation of a documentary record showing that Germans, not Ukrainians, were responsible for the pogroms», — John-Paul Himka True and False Lessons from the Nachtigall Episode // BRAMA (www.brama.com) — March 19, 2008. Архивировано 20 мая 2009 года..
4. ↑  Современное село Некрасово в Винницкой области Украины